# Григор'єв Борис Дмитрович
Бори́с Дми́трович Григо́р'єв (нар. 11 (23) липня 1886—1939) — російський художник першої половини 20 ст., емігрант. Робив жанрові композиції, портрети, іноді пейзажі.

## Життєпис
- 1886 — народився в місті Москва.
- 1903—1913 — художнє навчання з перервами у Строгановському художньому училищі (Москва) та у Вищому художньому училищі Академії мистецтв у Петербурзі. Серед вчителів Григор'єва — художники Архіпов Абрам Юхимович (1862—1930) та Щербиновський Дмитро Анфімович (1867—1926).
- 1912—1917 — етнографічні експедиції по краям Російської імперії разом з меценатом Бурцевим.

Здійснив декілька творчих подорожей по Німеччині, Греції, Італії, Швейцарії. Недовго(чотири місяці) займався в Парижі в студії Гран-Шеньє. Привіз з Парижу декілька тисяч власних малюнків, які показав на виставці в Петербурзі. Працював ілюстратором у періодичних виданнях початку 20 ст. (журнали «Сатирикон», «Новий Сатирикон»)
- 1919 — еміграція з підрадянської Росії. Художник разом з родиною потайки на човні перетнули кордон Росії і перебралися в Європу. Жив і працював у Німеччини в Берліні. Потім Франції, США, Бразилії, Аргентині, Чилі.
- З 1927 року — родина оселилася в Кань-сюр-Мер (Франція), в містечку поблизу Ніцци. Родина мала заміський будинок і ділянку землі, що нагадувала чи то маленьку садибу, чи то європейську віллу. Домівка мала назву «Бориселла» (від імен художника «Борис» та його дружинии «Елла»).

Серед найцікавіших творів еміграційного періоду Бориса Григор'єва — «Бретонський цикл» та пейзажні твори з зображеннями тропічної природи країн Латинської Америки.

## Борис Григор'єв і книга

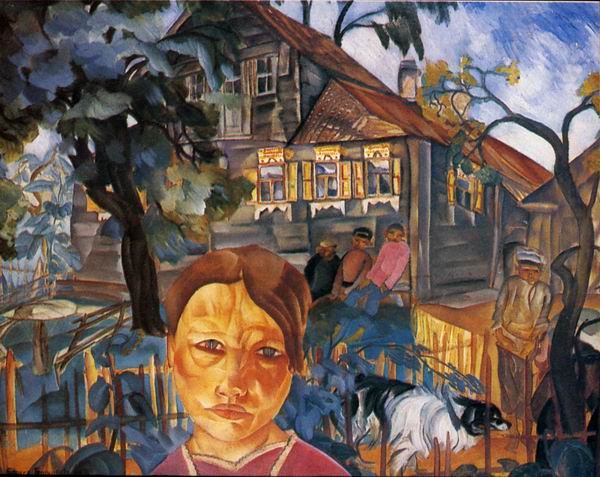
Російське село, 1918 р.

Григор'єва, окрім живопису, приваблювала література. Він і сам робив спроби писати вірші, прозу. Так, відомо, що Борис Дмитрович залишив близько 500 сторінок мемуарів (але місцезнаходження його рукопису поки невідоме). Знають його медійний цикл " О новом " (оприлюдений у 1920 р.) зі спогадами про власну участь в святковому оформленні Петрограда восени 1918 року, про співробітництво в журналі «Пламя», редактором якого в той час був нарком А. В. Луначарський, про « Першу державну вільну выставку всіх течій» на початку 1919 року в Палаці мистецтв, в який перейменували Зимовий палац на хвилі нестерпного бажання замінити усе давнє на революційне і сучасне.
Особлива річ — листування художника. Він листувався з цілою низкою відомих особ і діячів мистецтва доби, серед яких:
- Бенуа Олександр Миколайович
- Максим Горький
- Замятін Євген Іванович
- Євреїнов Микола Миколайович та ін.

Більшість власних малюнків і цикли картин бажав бачити «експонованими» у книгах разом з текстом. Саме таким було видання «Расєя» 1918 року, де окрім нарисів П. Щеголева та М. Радлова, були і тексти Бориса Григор'єва «Лінія» та «Вчитель»; видання «Intimite» (1918) зі статтями В. Воінова та В.Дмитрієва.
Він намагався також оприлюднити серію власних латиноамериканських творів, про що в 1929 році домовлявся з Андрієм Седих, бо той планував писати про Чилі. Але видання не війшло.

## Графічні портрети

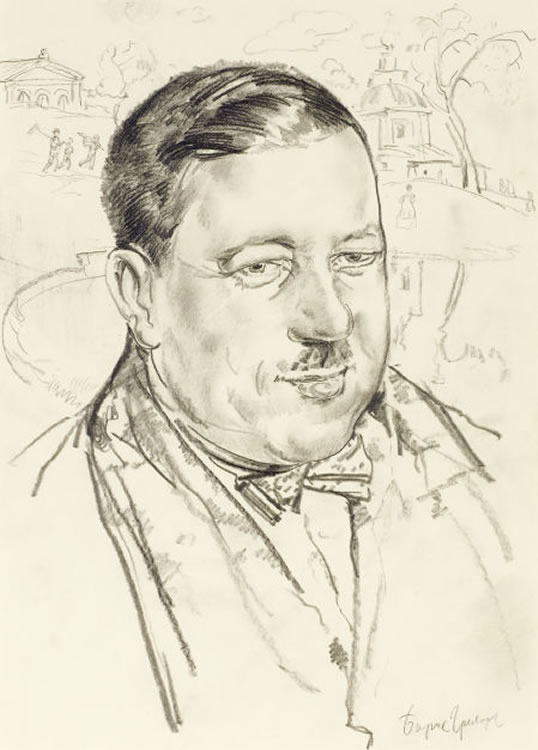
художник  Машков Ілля Іванович
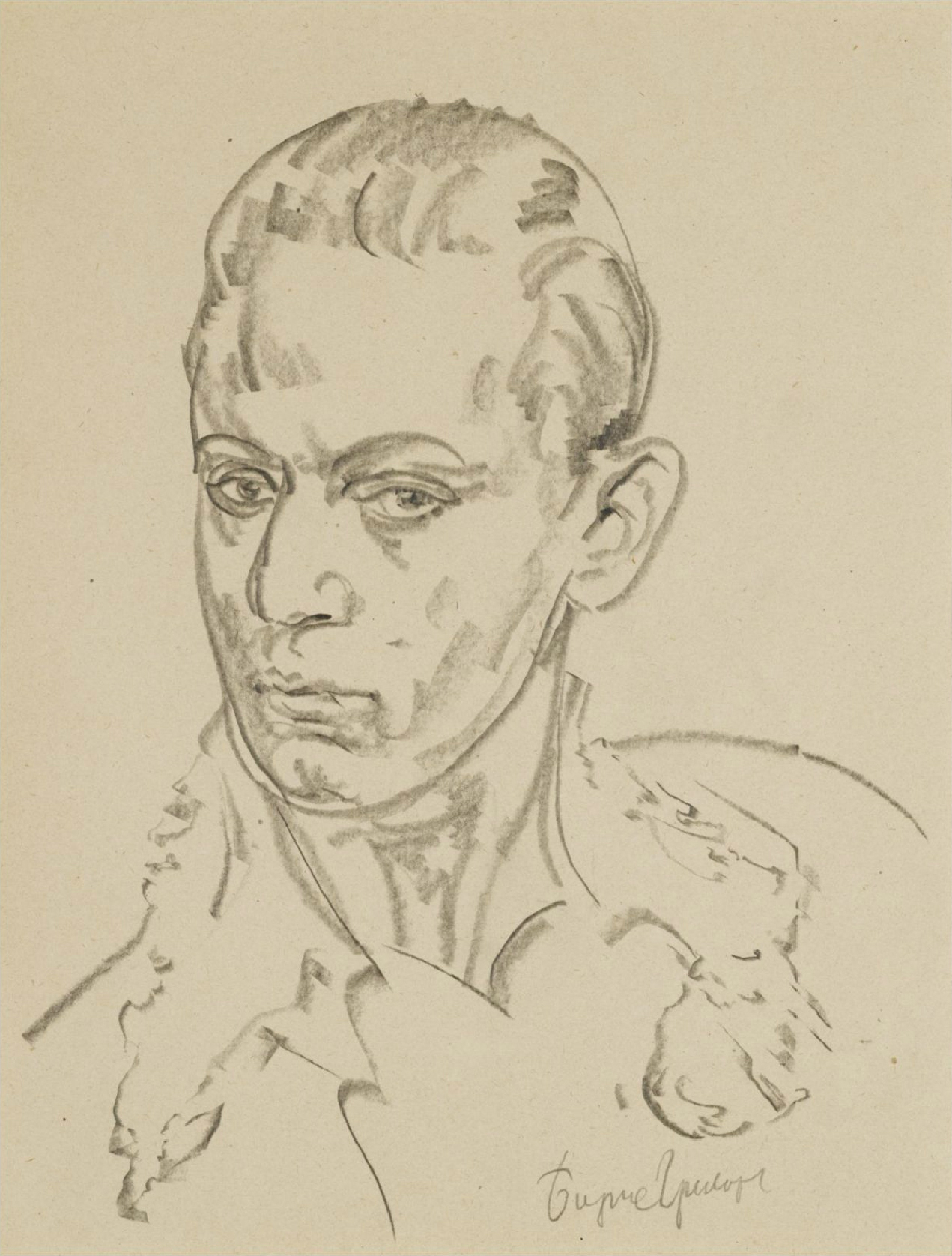
Танцівник Серж Лифар

## Портрети акторів у ролях

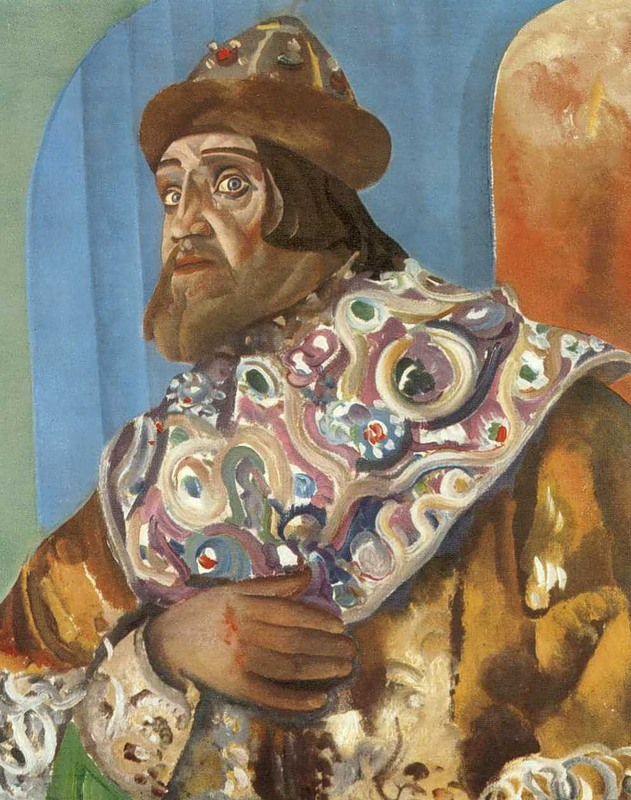
Актор Москвін у ролі царя Федора Івановича, 1923 р.
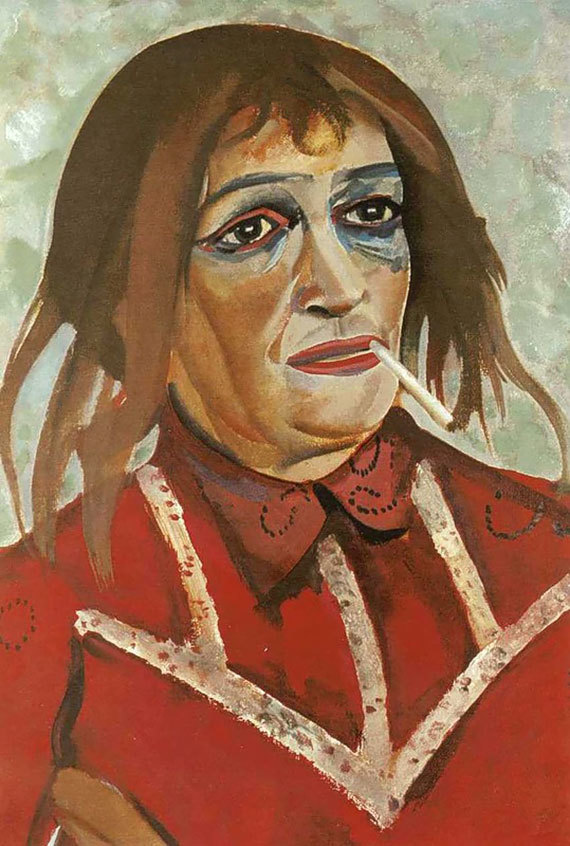
Акторка Ольга Кніппер-Чехова в ролі Настасьї (Горький, вистава «На дні», 1923 р.)
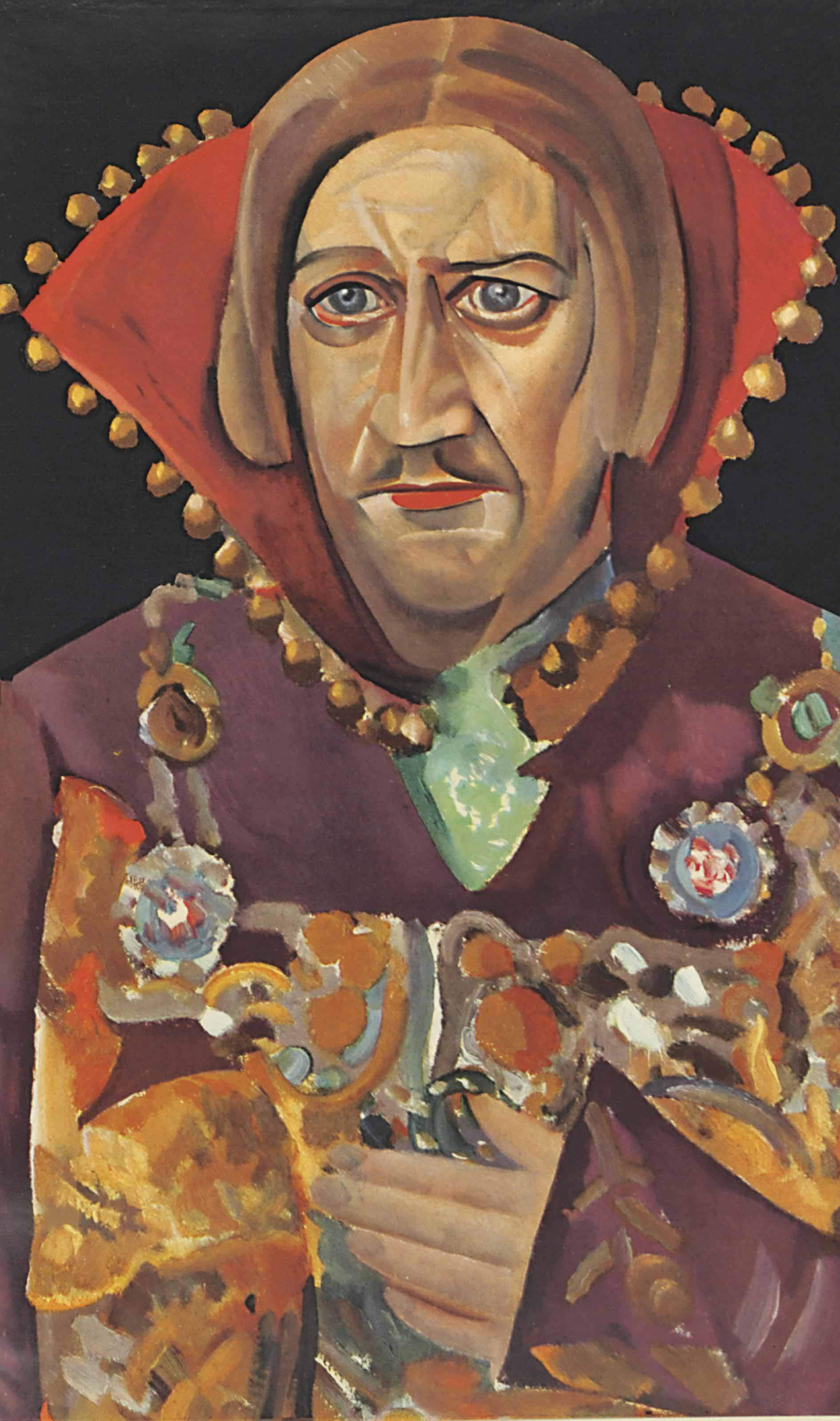
Актор Качалов у ролі, 1923 р.

## Вибрані твори
- «Ранок», 1891
- «Зебри. Зоологічний сад», 1913

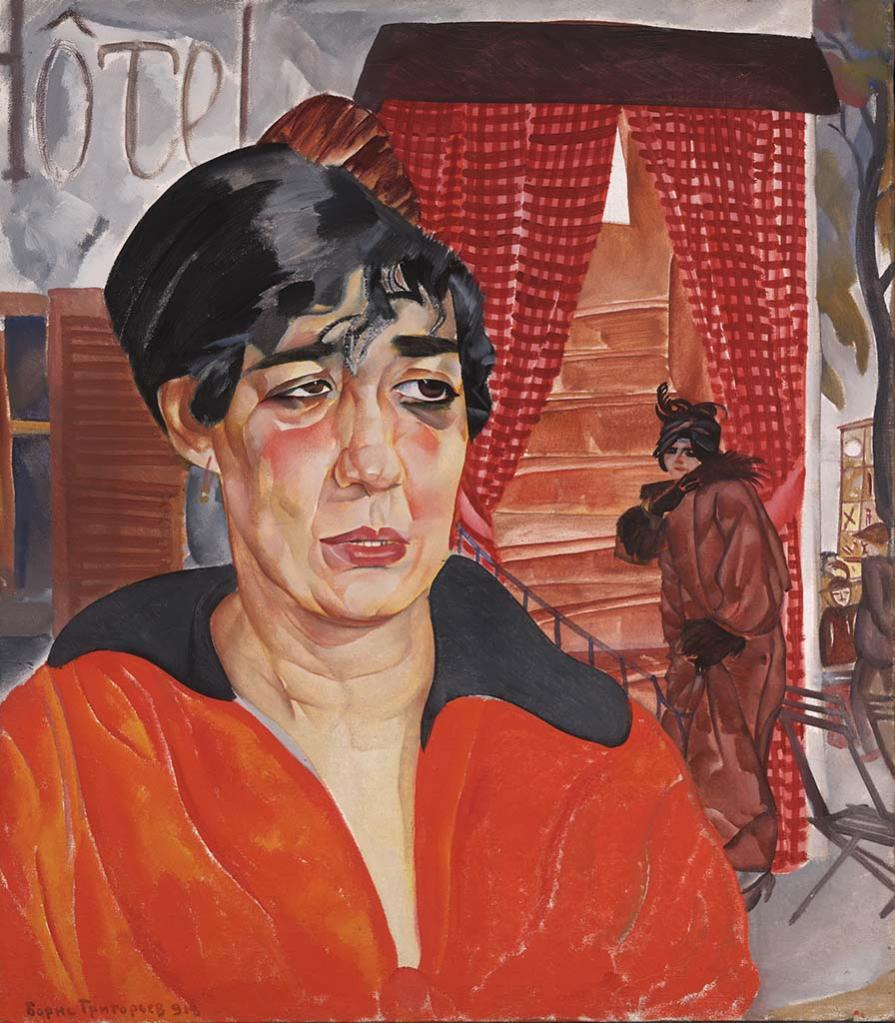
Консьєржка

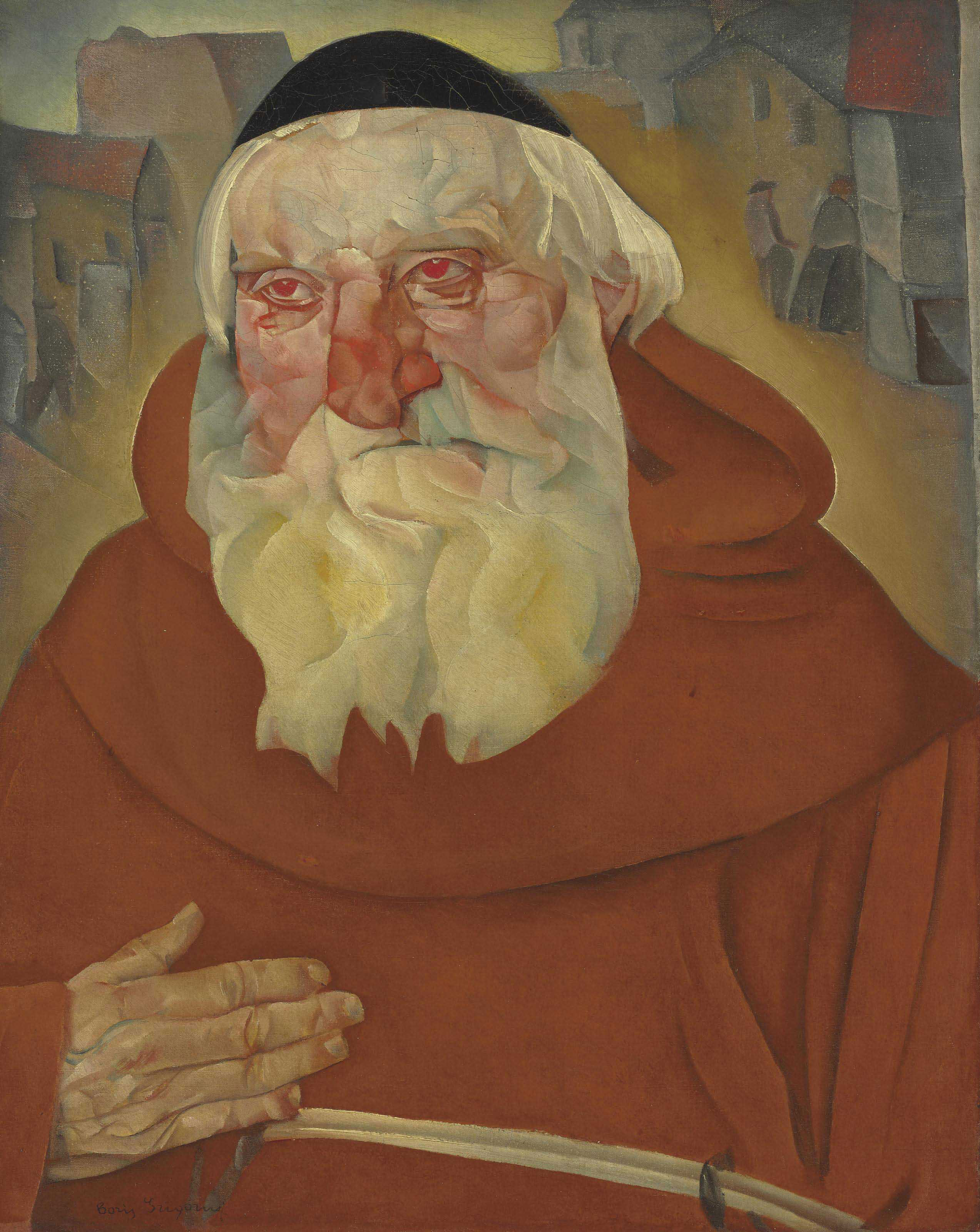
Чернець францисканець, 1922

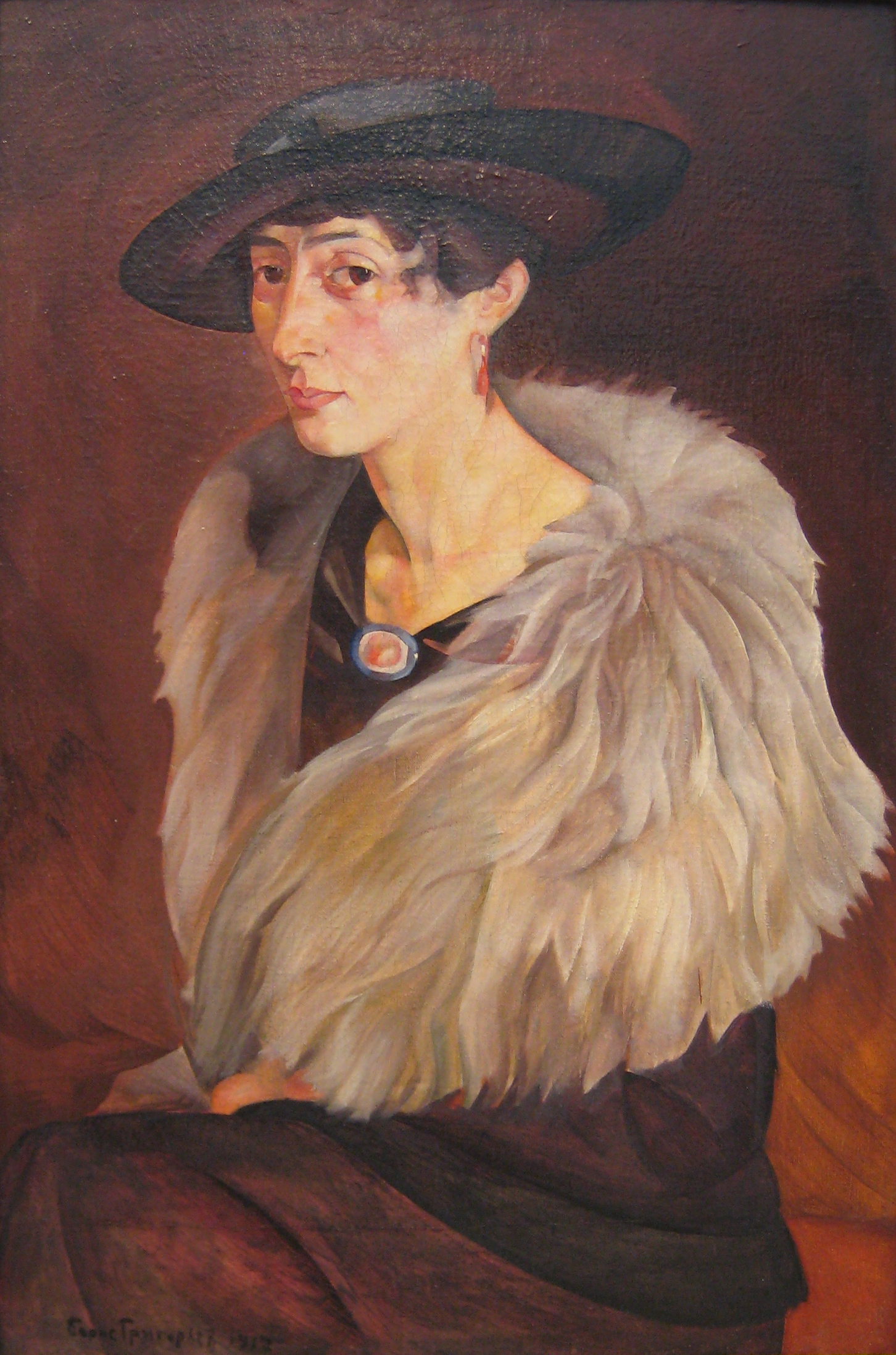
Анна Гриліхес

- «Мати», (дружина художника з сином), 1915
- Автопортрет, малюнок, 1910-ті
- «Сон циркача», 1910-ті
- «Колекціонер Олександр Олександрович Коровін», 1916
- «Портрет Всеволода Мейерхольда», 1916
- «Фотограф Шерлінг», 1916
- «Художник Добужинський Мстислав Валеріанович», 1917
- «Дівчинка з бідоном», 1917
- «Село», 1918
- «Художник Борис Кустодієв»
- «Консьєржка», 1918
- «Олонецький дід», 1918
- «Поет Микола Клюєв»
- «Поет Сергій Єсенін»
- «Композитор Рахманінов»
- «Танцівник Серж Лифар»
- «Художник Микола Реріх»
- «Оперний співак Шаляпін Федір Іванович»
- «Художник Арнаутов Віктор Михайлович», малюнок, 1929
- «Максим Горький»
- «Скульптор Коньонков Сергій Тимофійович», 1933
- серія еротичних малюнків «Інтиміте»
- «Волинщики» або «Музики»
- «Княжна Саломея Андронікова»
- «Паризьке кафе»
- «Моряки в кафе»
- «Жінка в чорній сукні»

## Галерея

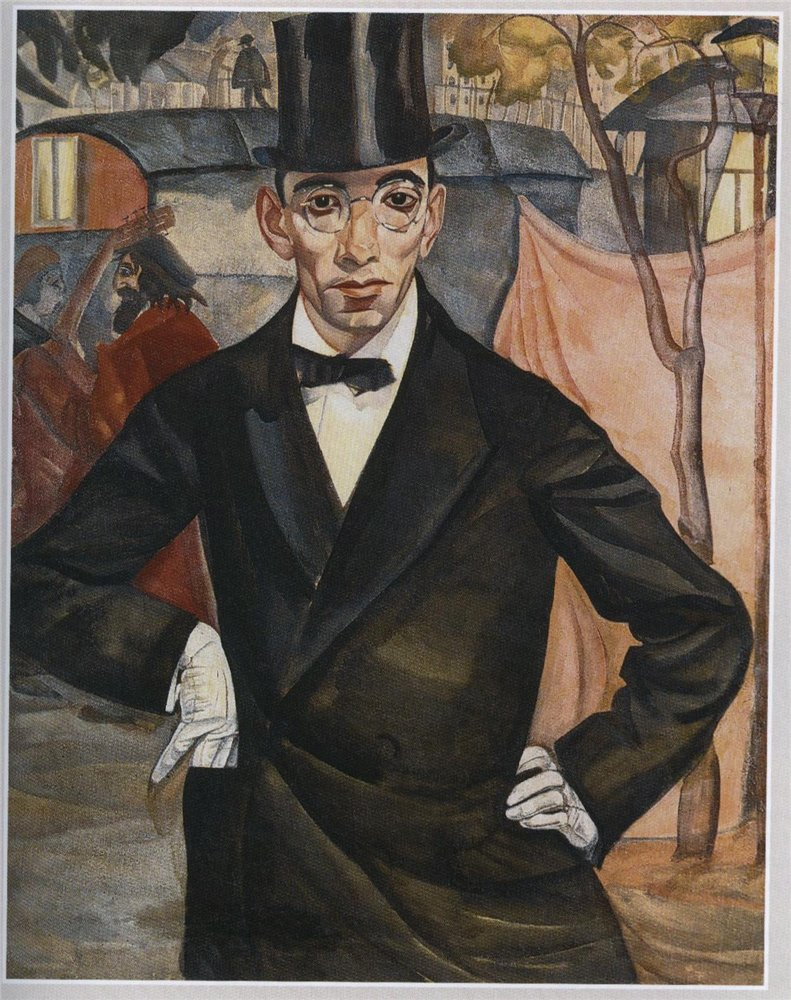
Фотограф Шерлінг
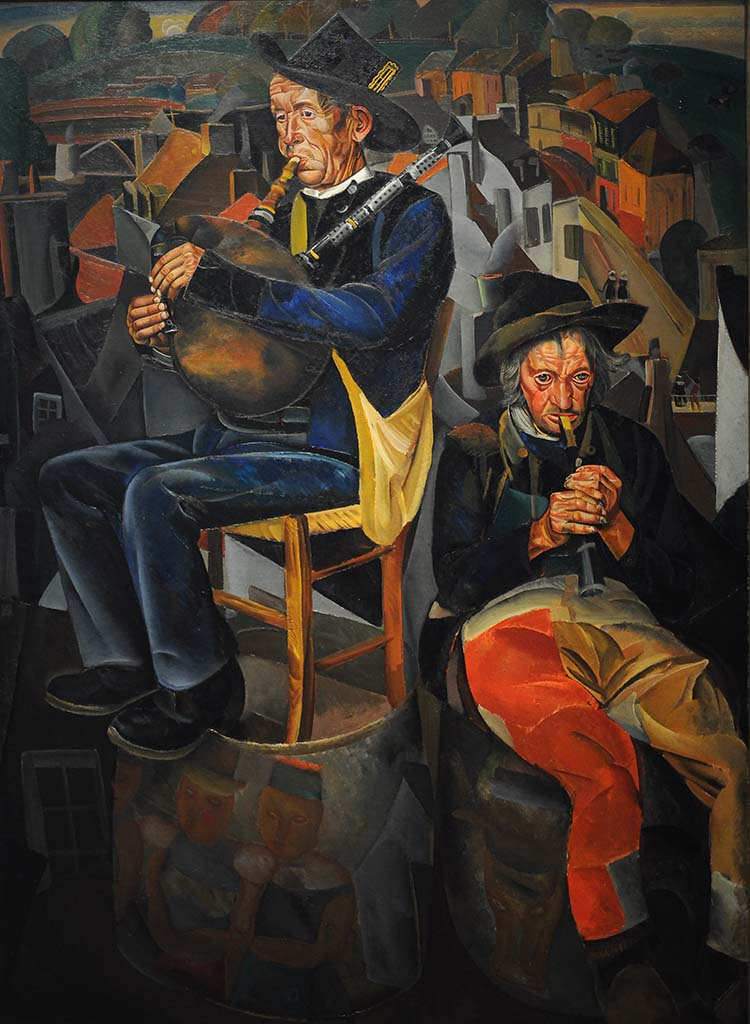
«Волинщики» або «Музики»
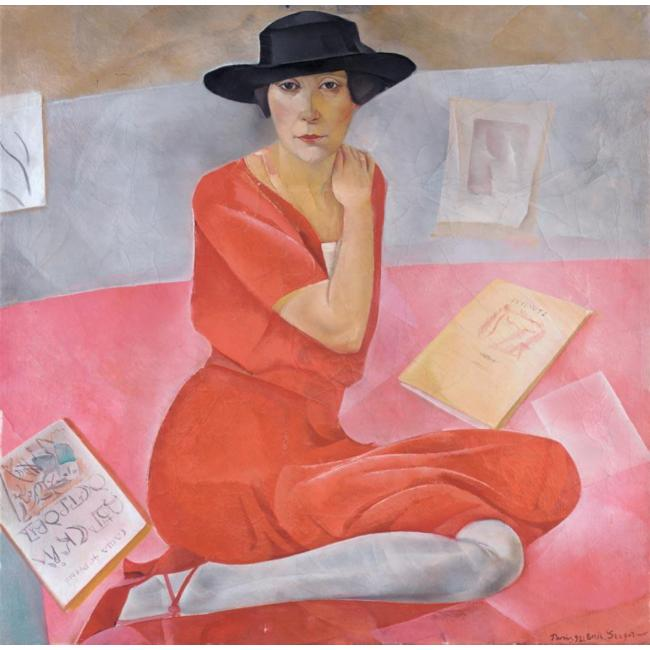
Княжна Саломея Андронікова
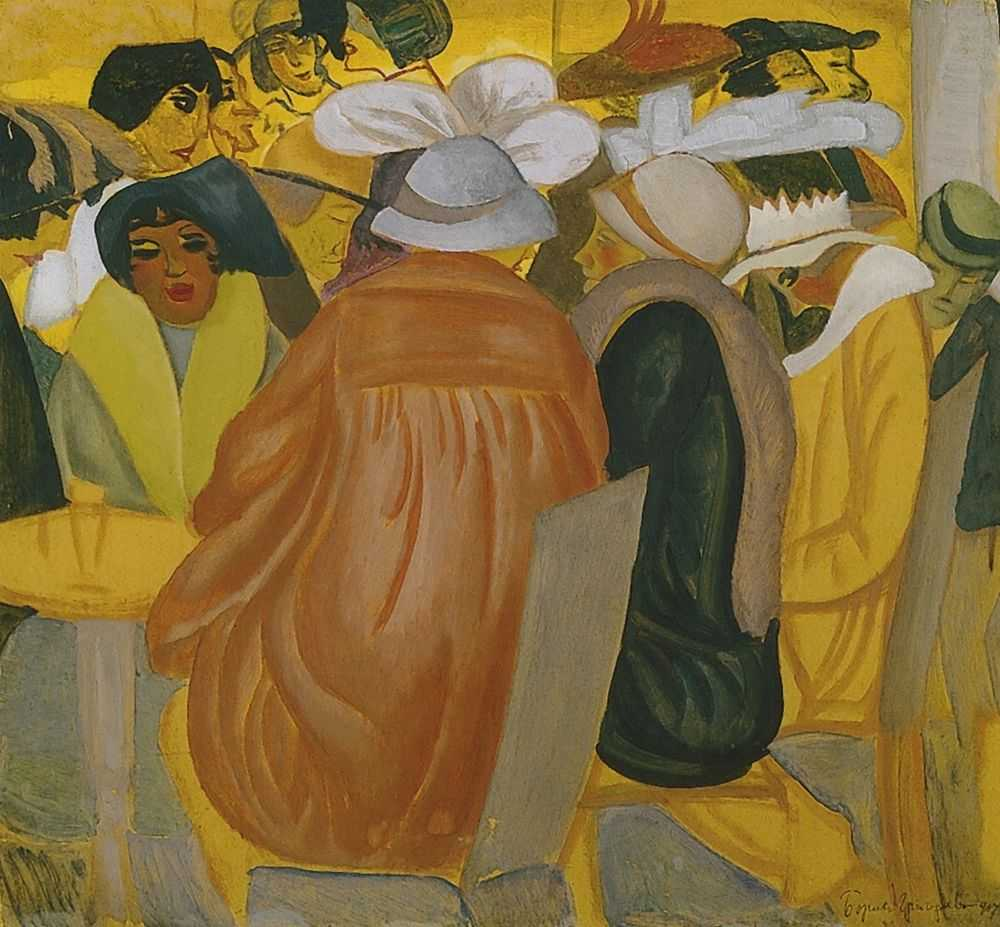
Паризьке кафе
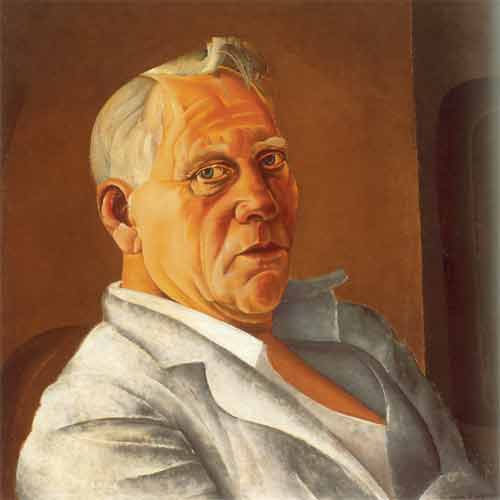
Федір Шаляпін
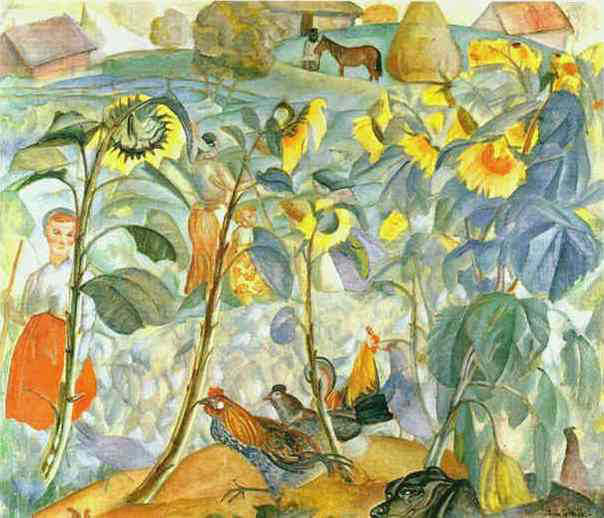
Соняшники
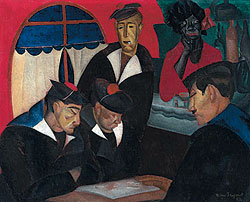
Моряки в кафе
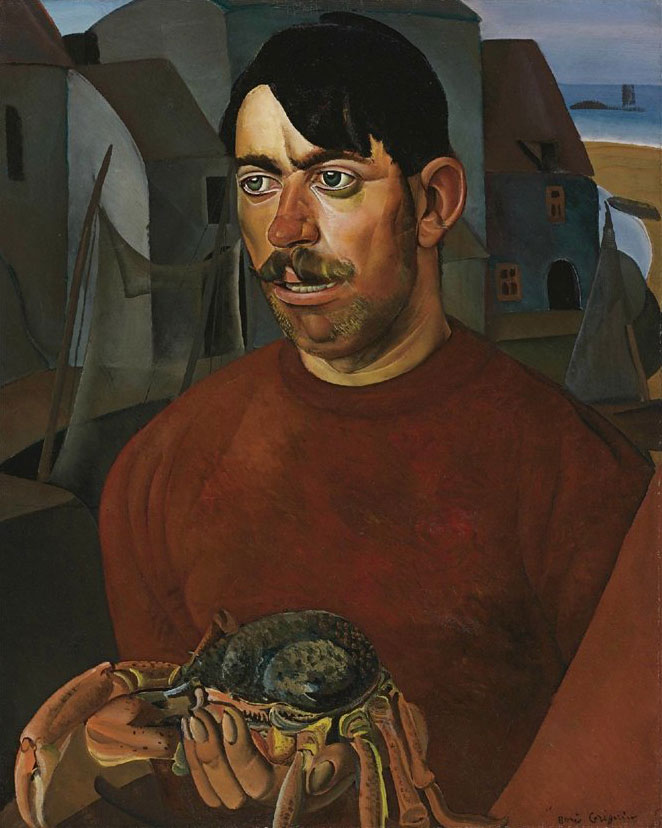
Рибалка з крабом
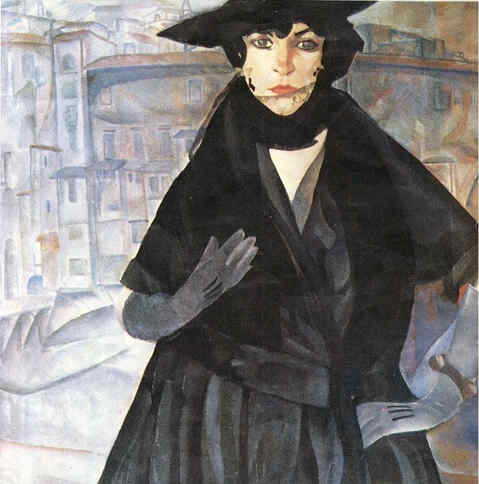
Жінка в чорній сукні
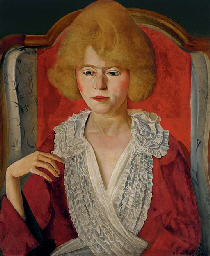
Невідома в червоному
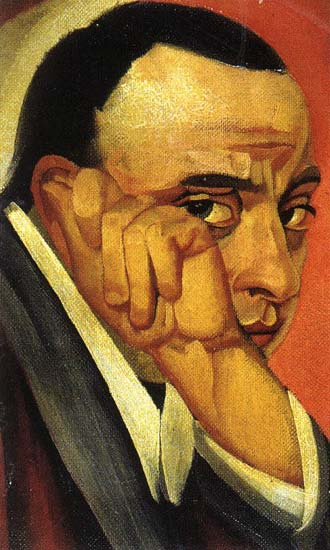
Яків Львович Ізраїлевич, 1916
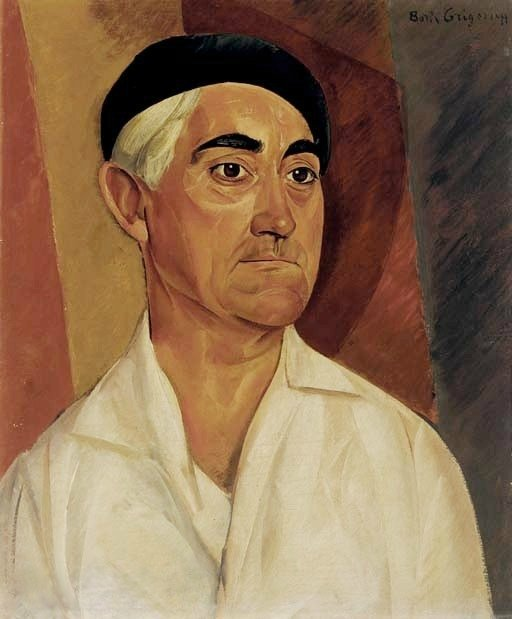
портрет невідомого